# FotoFestival Naarden

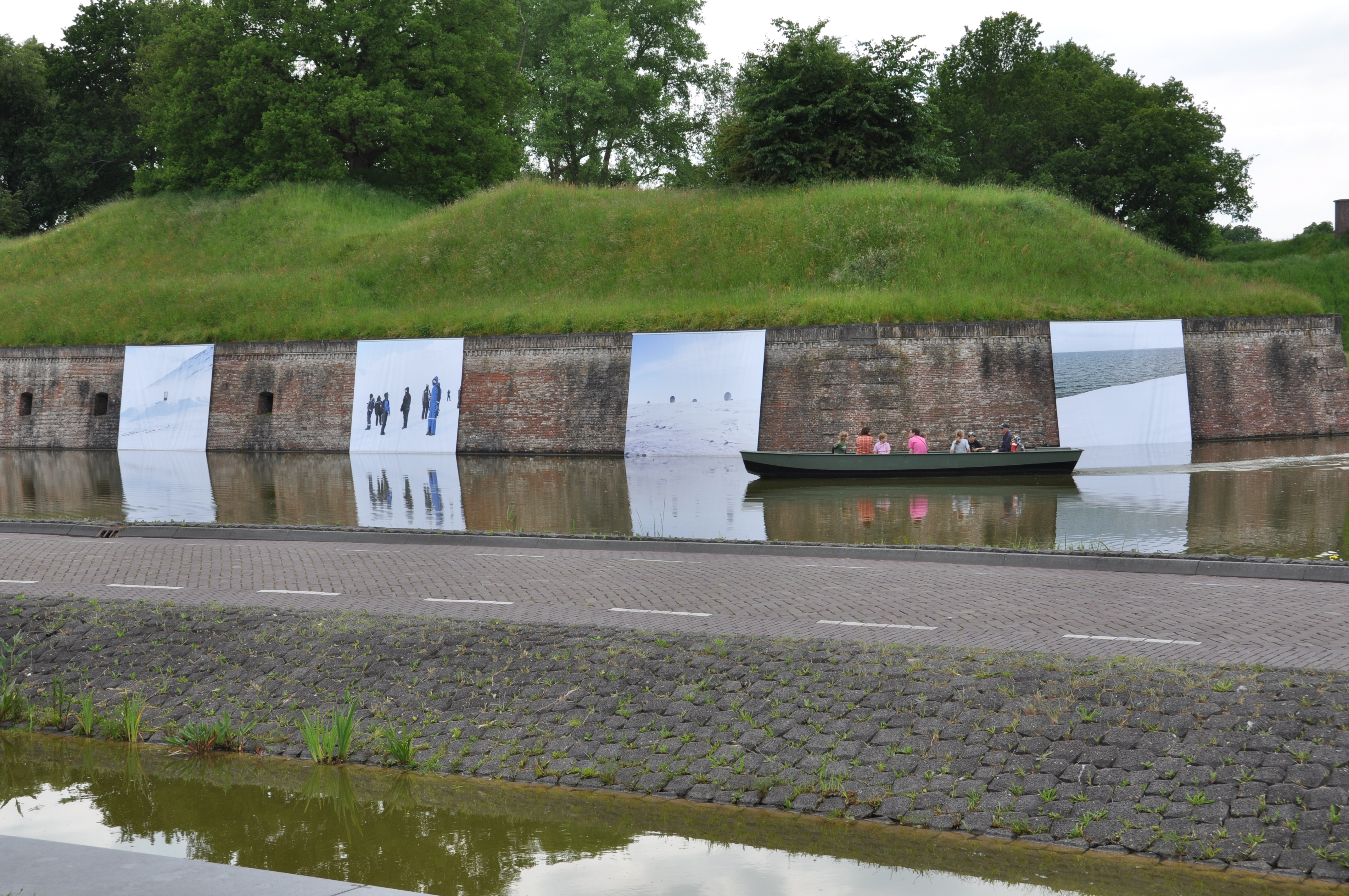
Enkele foto's aan de vestingwal voor het 11e Fotofestival van Naarden

Het FotoFestival Naarden (FFN) is een tweejaarlijks fotofestival in Naarden.
Het festival is het oudste van Nederland en wordt sinds 1989 georganiseerd door de Stichting FotoFestival Naarden met behulp van ca. 100 vrijwilligers. Het oorspronkelijke initiatief kwam van de Naardense fotograaf Pim Westerweel. De tentoonstellingen en activiteiten vinden iedere 2 jaar in de lente plaats op en rond de oude vesting van Naarden en worden ondersteund door diverse sponsoren uit het bedrijfsleven, individuen en organisaties. Het festival biedt een podium voor nieuw Nederlands talent en richt zich op de verhalende fotografie. Een belangrijk uitgangspunt van het festival is het tonen van de actualiteit. Enerzijds de meest interessante fotografen, anderzijds wat er actueel is in onze maatschappij. Het festival bestaat voor een belangrijk deel uit fotowerk dat nog nooit eerder ergens is getoond. Het festival biedt naast het expositieprogramma, dat naar een voor iedere editie nieuw thema is samengesteld, ook een uitgebreid activiteitenprogramma.
Activiteiten: Portfolioreviews, Educatief programma voor BO & VO, Rondleidingen, Fotoboekenbeurs, "Laat je portretteren" door een bekende fotograaf en diverse prijsuitreikingen zoals de Kees Scherer prijs ( het beste fotoboek) en de Academie Vogue prijs ( de beste fotostyling).
Sinds 2011, wordt uit het 2 jaarlijkse expositieprogramma een reiscollectie gedistilleerd, van 10 nieuwe Nederlandse fotografietalenten.
Deze reiscollectie is in het leven geroepen om de Nederlandse fotograaf onder de aandacht te brengen in het buitenland en wordt wereldwijd getoond op internationale fotofestivals en bij bedrijven met vestigingen in het buitenland.
Met deze reiscollectie is in 2012 voor het eerst geëxposeerd in Brooklyn, New York tijdens Photoville 2012.
Zomer 2013 staan Polen/Lodz en New York weer op het programma.

## Festival-OFF
De naam Festival-OFF is geleend van een fotofestival in Arles in Frankrijk. Dit festival bestaat sinds het tweede FotoFestival Naarden in 1991. Toen had Fotogroep Delta-F in een etalage op de Markstraat in Naarden een expositie onder de naam ‘Festival-OFF’. Dit festival richt zich op zowel beroeps- als amateurfotografen die op eigen initiatief een expositie inrichten tijdens het FotoFestival Naarden. Hierbij zoeken ze zelf een expositieruimte en een sponsor. Pas tijdens het festival van 1995 gingen de verschillende fotografen samenwerken en was er voor het eerst een folder waar alle exposanten in waren vermeld. Mede dankzij de hulp van het FotoFestival Naarden en de bewoners van de vesting konden de exposanten het vanaf 1997 professioneler aanpakken wat ervoor zorgde dat Festival-OFF nog steeds aanwezig is op het FotoFestival Naarden.

## Chronologie
1. 1989
2. 1991 - Festival-OFF sluit zich aan.
3. 1993
4. 1995 - Thema - Tolerantie
5. 1997 - Thema - Erfgenamen van de Twintigste Eeuw
6. 1999 - Thema - Macht
7. 2001 - Thema - China-Naarden Wall-to-Wall
8. 2003 - Thema - Grenzeloos [Boundless]
9. 2005 - Thema - Made in Holland
10. 2007 - Thema - Emoticon
11. 2009 - Thema - Verhalend en Vernieuwend
12. 2011 - Thema - Let's face it, portraits of Dutch photography
13. 2013 - Thema - Don't stay here, Dutch photography on the move
14. 2015 - Thema - Water, water!
15. 2017 - Thema - Right Here, Right Now
16. 2019 - Thema - Dutch Masters & Marvelous Misfits
17. 2021 - Thema - The Art of Living
18. 2025 - Thema - Kijken door de lens van een ander: Thuis